# تپه دربندی ۱
تپه دربندی ۱ مربوط به هزاره اول قبل از میلاد است و در شهرستان سمنان، بخش مهدیشهر، روستای فولاد محله واقع شده و این اثر در تاریخ ۵ آذر ۱۳۸۰ با شمارهٔ ثبت ۴۴۵۱ به‌عنوان یکی از آثار ملی ایران به ثبت رسیده است.